# مجانسة (لغة)
المجانسة هي مضارعة الأحرف ببعضها في المخرج. ويقصد بذلك تقريب مخرج الصوت من مخرج الصوت الآخر عند النطق بهما معا في سياق الدرج.